# جسر الليطاني

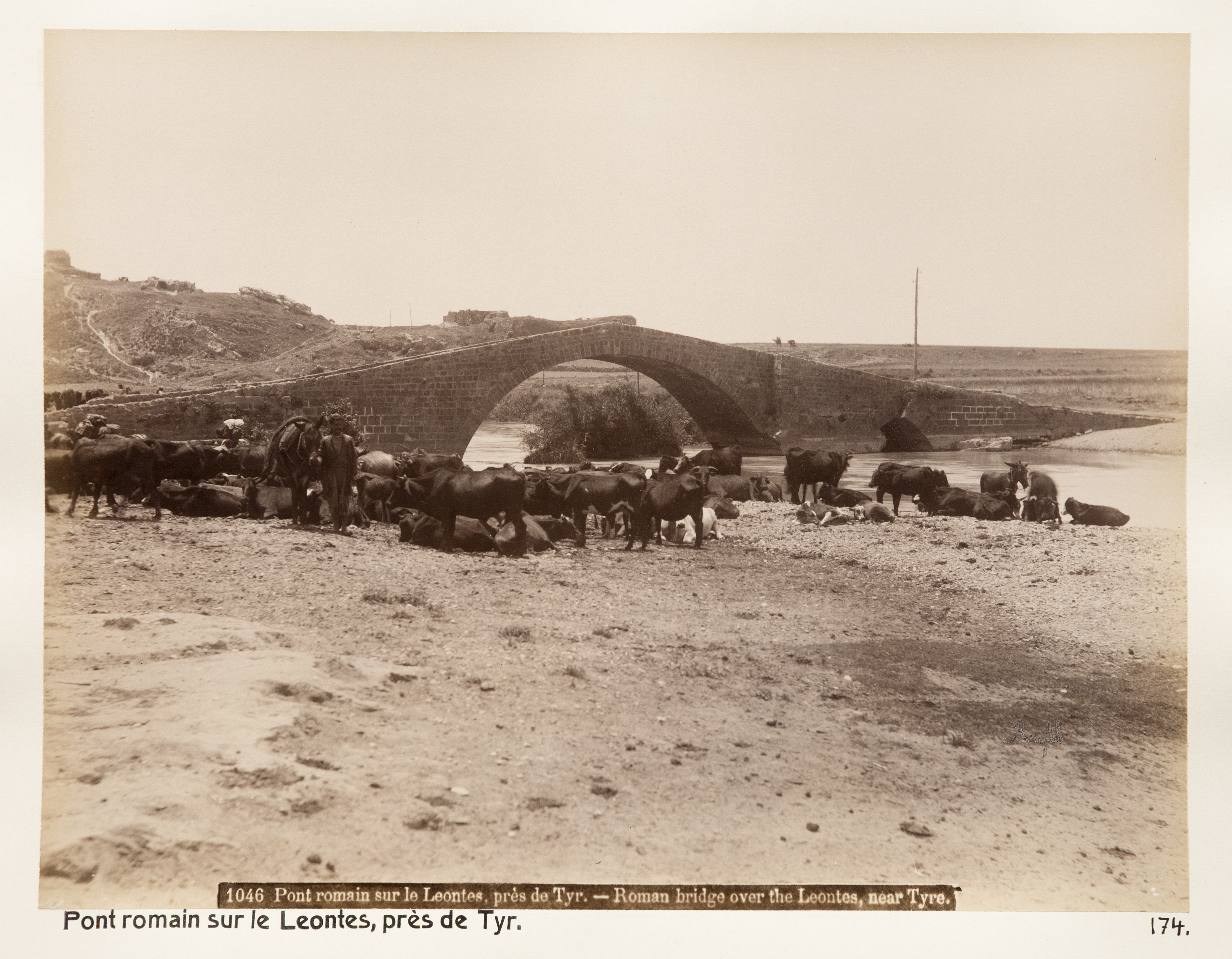
جسر الليطاني عام 1046

جسر الليطاني، (بالإنكليزية Leontes Bridge)، وهو جسر أثري يعود للقرن الثالث أو الرابع ميلادي، يصل ضفتي نهر الليطاني ببعضهما وذلك في منطقة مخيم أبو الأسود، على مقربة من مدينة صور اللبنانية، وعلى بعد 10 كلم شماليها.

## مواصفات الجسر
هو جسر قوسي، يحتوي على قوس مسطح نسبيا يترواح ارتفاعه ما بين متر واحد إلى 3.1 متر